# Любопіль
Любопі́ль (у минулому Ней-Либенфельд) — село Визирської сільської громади в Одеському районі Одеської області. Населення становить 598 осіб.

## Історія
Станом на 1886 у селі Антоново-Кодинцівської волості Одеського повіту Херсонської губернії, мешкало 90 осіб, налічувалось 16 дворових господарства, існувала лавка.

## Населення
Згідно з переписом УРСР 1989 року чисельність наявного населення села становила 901 особа, з яких 406 чоловіків та 495 жінок.
За переписом населення України 2001 року в селі мешкали 833 особи.

### Мова
Розподіл населення за рідною мовою за даними перепису 2001 року:
| Мова       | Відсоток |
| ---------- | -------- |
| українська | 91,36 %  |
| російська  | 4,68 %   |
| молдовська | 1,68 %   |
| болгарська | 1,44 %   |
| румунська  | 0,36 %   |
| білоруська | 0,24 %   |
| гагаузька  | 0,24 %   |